# طعام سينتشري باسيفيك
طعام سينتشري باسيفيك (بالإنجليزية: Century Pacific Food, Inc.) هي شركة أغذية فلبينية تأسست عام 2013.

## الشركات التابعة
- شركة التونة العامة
- شركة سنو ماونتن للألبان
- شركة أولفوروارد ويرهاوسينج
- شركة سينتشري باسيفيك الزراعية
- شركة سينتشري باسيفيك سيكريست
- شركة سينتشري باسيفيك فود باكجنج فينتشرز
- شركة سينتشري جلوبال
- شركة سيندينا ريسورسز المحدودة
- شركة سينتشري (شنغهاي) للتجارة المحدودة
- شركة سينتشري إنترناشيونال (الصين) المحدودة
- شركة سينتشري باسيفيك نورث أميركا إنتربرايزز

## قسم
- مؤسسة آر إس بو